# ريبوليت
بلدية ريبوليت (بالكاتالانية: Ripollet) هي إحدى بلديات مقاطعة برشلونة، والتي تقع في منطقة كاتالونيا، شرق إسبانيا.
يبلغ عدد سكانها 35.661 نسمة وفقاً لإحصائية سنة (2007).

## توأمة
لريبوليت اتفاقيات توأمة مع كل من:
- Avrillé, Maine-et-Loire [الإنجليزية]‏
- كانيليس

## أعلام
- سارا راميريز
- جوان كريوس